# Neon reticulatus
Neon reticulatus là một loài nhện trong họ Salticidae. Kích thước của con cái khoảng 2-3m, con đực 2-2,5mm.